# Bodegon

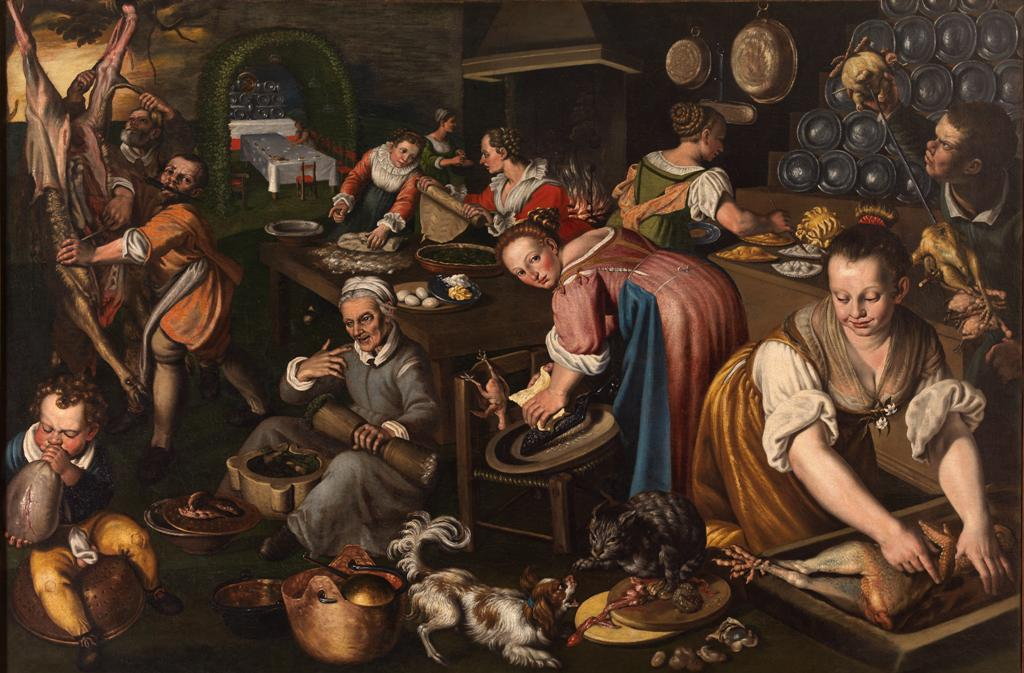
Vincenzo Campi, Kuchnia (ok. 1580)

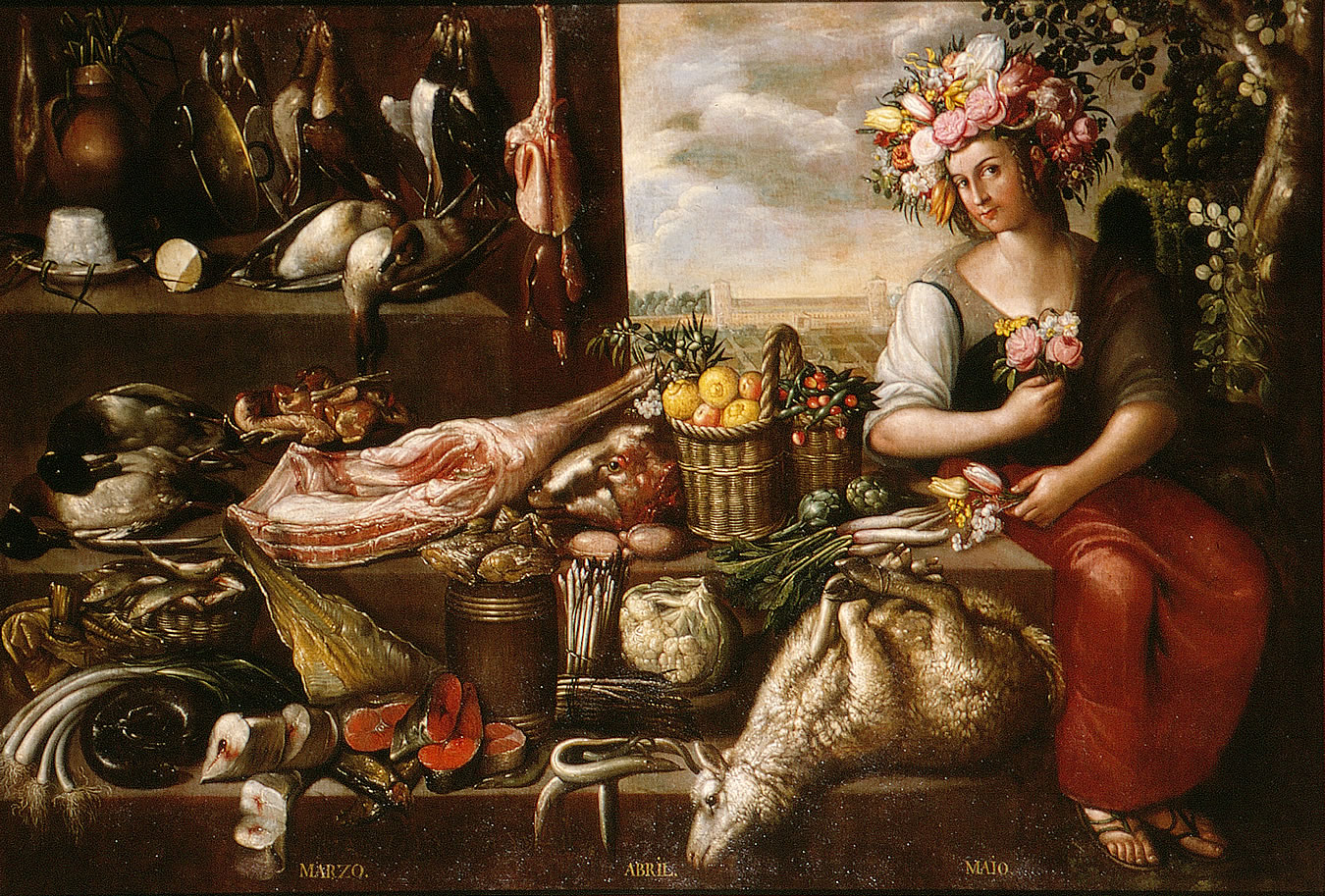
Francisco Barrera, Wiosna (1638)

Bodegón – typ martwej natury w malarstwie okresu baroku. Termin pochodzi od słowa bodega, które w języku hiszpańskim znaczy „winiarnia”, „piwniczka”, a także „sklep z winem”. Cechą tego malarstwa było przedstawianie żywności lub naczyń spiżarnianych, rozmieszczonych na kamiennym blacie lub drewnianym stole. Były to przede wszystkim produkty spożywcze, które zasadniczo trzymano w piwnicach, spiżarniach domostw lub tawern, takie jak: wędliny, owoce, warzywa, korzenie, kawałki ususzonego, uwędzonego lub surowego mięsa podlegającego preparacji (np. kruszejącego królika). Bodegony malowane były w stylu barokowym, a więc z zachowaniem charakterystycznego dla tego okresu światłocienia, kolorystyki i kompozycji.
Wykształciły się dwa rodzaje bodegonu: martwa natura przedstawiająca wiktuały bez postaci ludzkiej (np. Juan Sánchez Cotán, Luis Meléndez, Juan van der Hamen) oraz bodegony we właściwym znaczeniu: kramy, targi, kuchnie lub sceny chłopskie z postaciami, najczęściej na drugim planie (połączenie martwej natury i sceny rodzajowej).  
W II połowie XVI w. we Włoszech i Niderlandach uprawiano jednocześnie dwa typy martwych natur: z jednej strony kwiaty i owoce,  z drugiej – wiktuały i nakryte stoły. Ok. 1540, w Wenecji, wskutek połączenia wpływów włoskich i flamandzkich powstał nowy typ martwej natury. Kramy i kuchnie Pietera Aertsena oraz Joachima Beuckelaera zyskały natychmiastowe echo u malarzy włoskich.  Przedstawiano produkty spożywcze i przedmioty domowe, którym towarzyszyły sceny religijne i rodzajowe zepchnięte na dalszy plan. Koncepcja takich obrazów wywodziła się z tradycji manierystycznej i przeniknęła z Włoch do Hiszpanii. Pojawiła się na początku XVII w. w Andaluzji i Kastylii. Oddziałali tu przede wszystkim Vincenzo Campi – jeden z najwybitniejszych przedstawicieli włoskiego bodegonu oraz Bartolomeo Passarotti. Serię takich obrazów namalował m.in. młody Diego Velázquez.  
W szerszym znaczeniu określenie bodegon używane jest jako synonim martwej natury.

## Przykłady

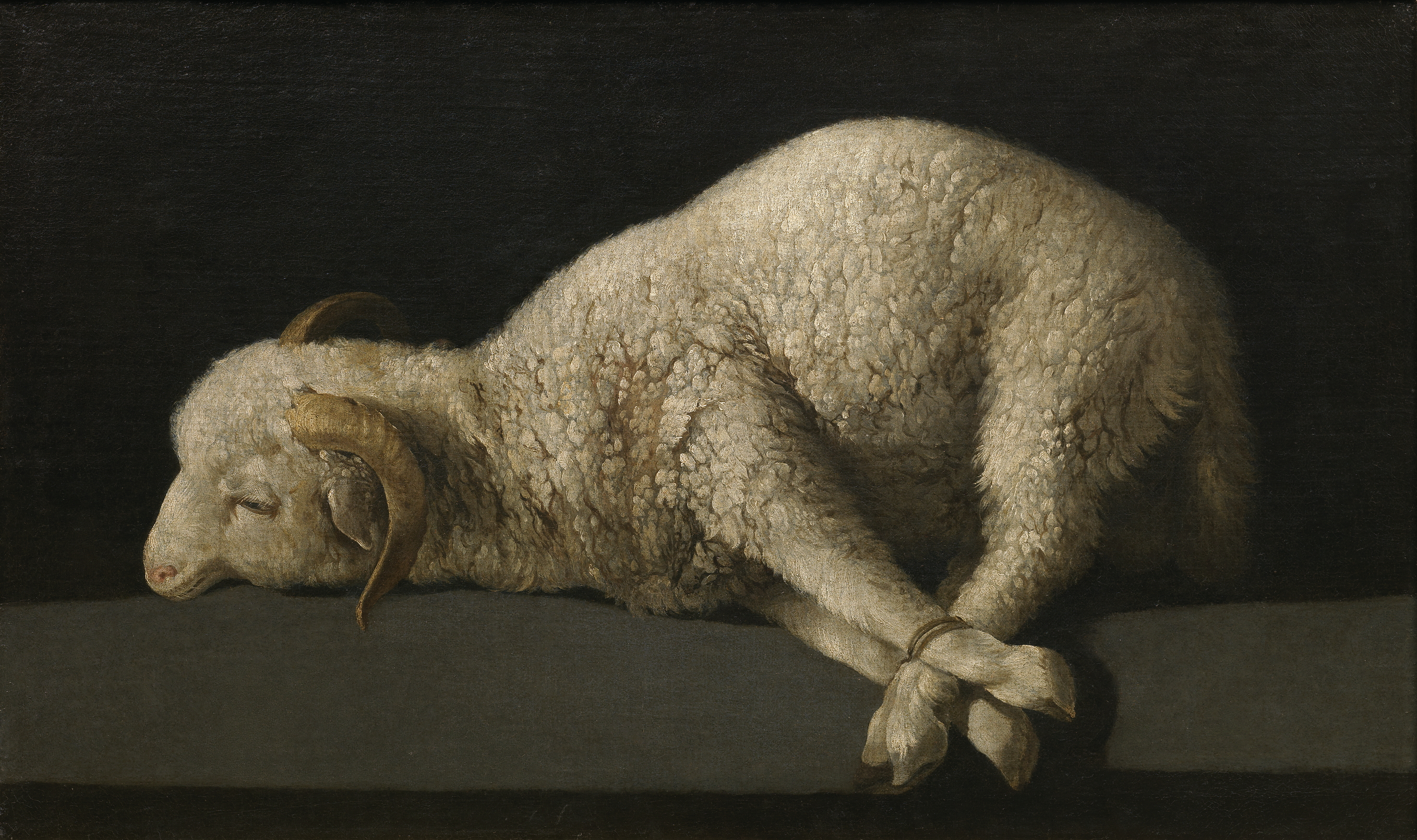
Francisco de Zurbarán, Baranek Boży (1635-40).
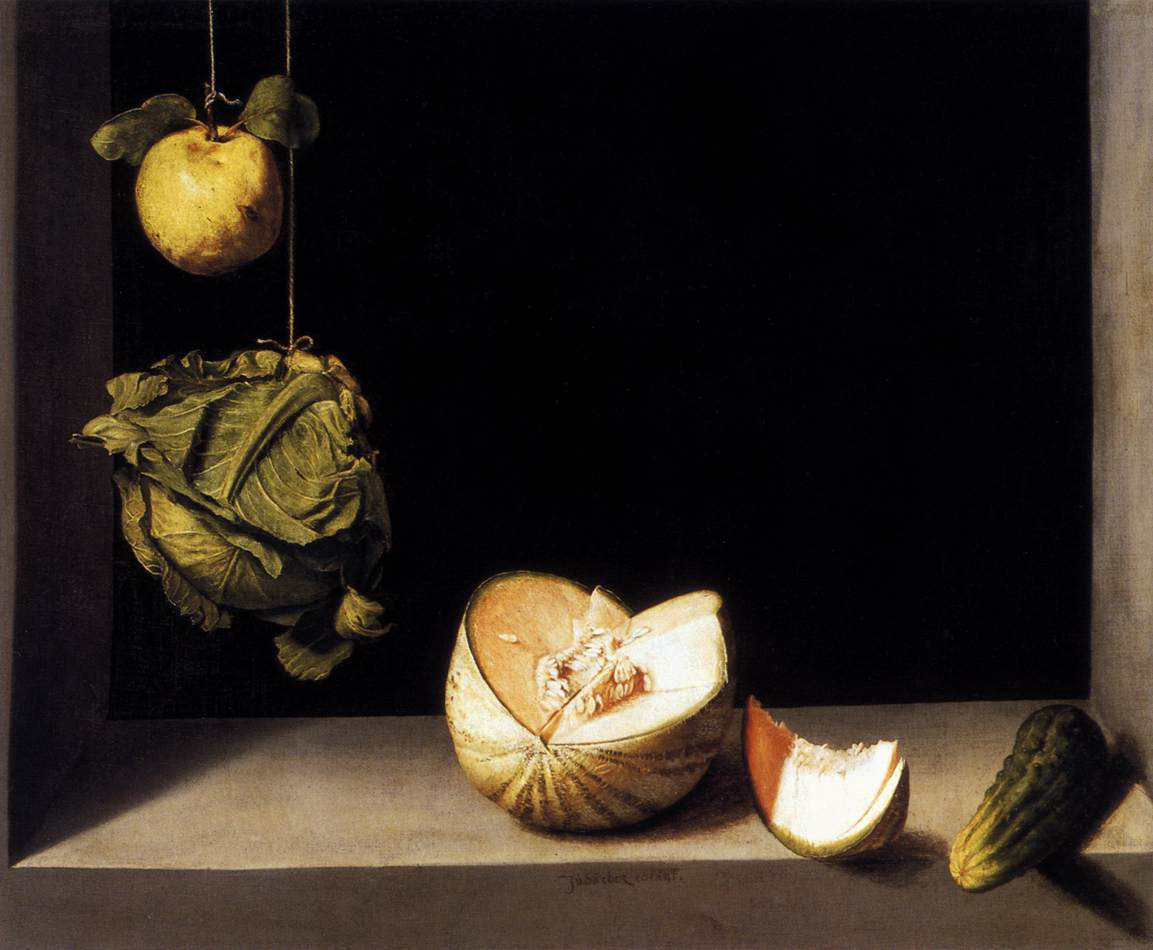
Juan Sánchez Cotán, Martwa natura z pigwą, kapustą, melonem i ogórkiem (ok. 1600).
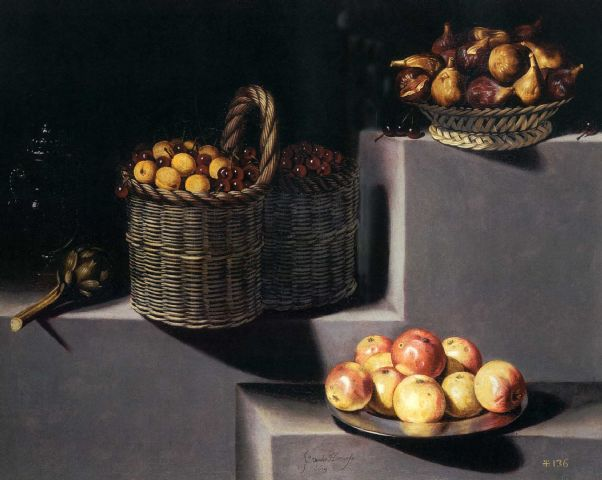
Juan van der Hamen, Martwa natura z karczochami, brzoskwiniami, czereśnimi, figami i jabłkami (1627).
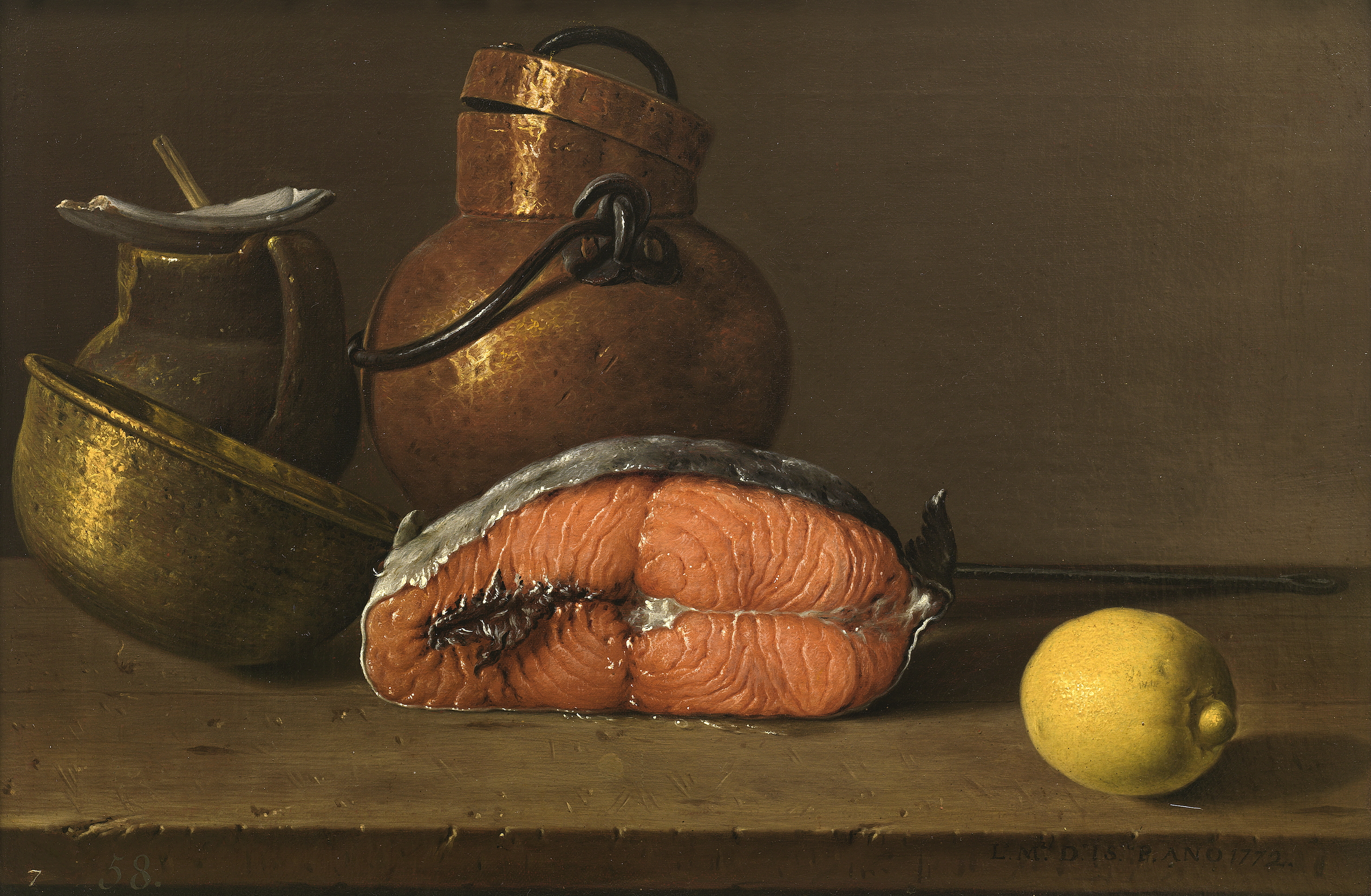
Luis Meléndez, Martwa natura z łososiem, cytryną i naczyniami (1772).
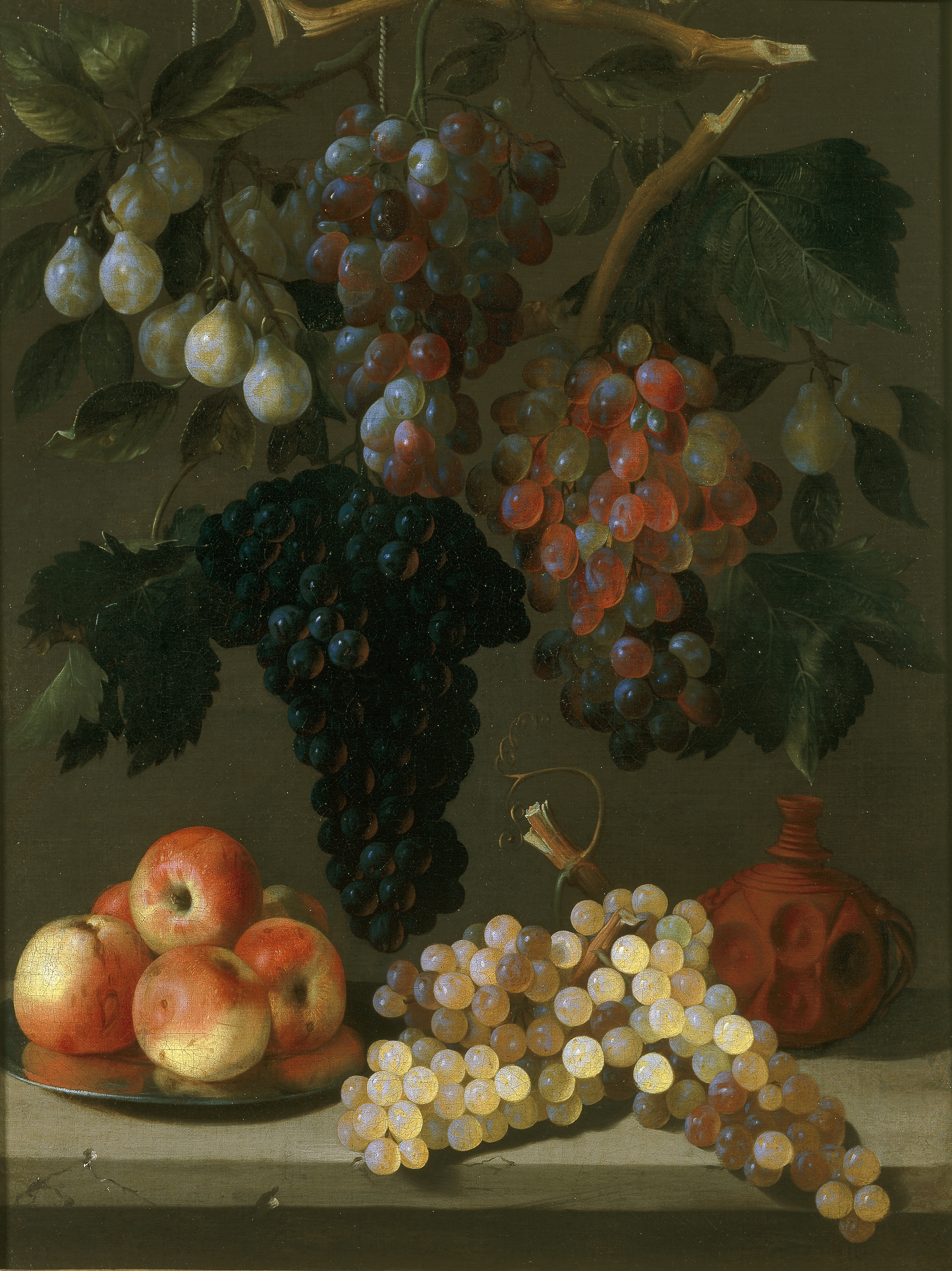
Juan Bautista de Espinosa, Martwa natura z winogronami, jabłkami i śliwkami.
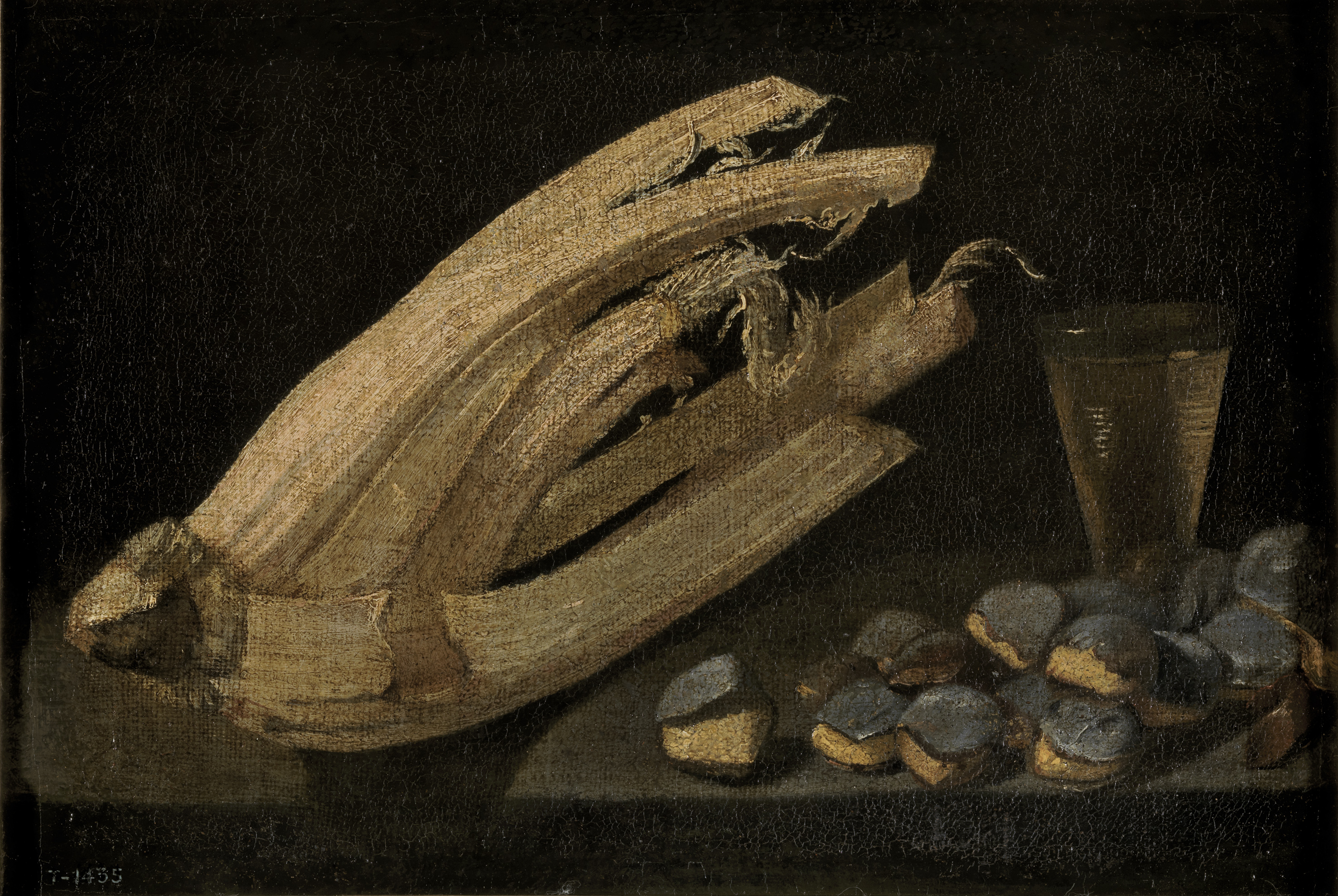
Francisco de Burgos Mantilla, Martwa natura (ok. 1630).
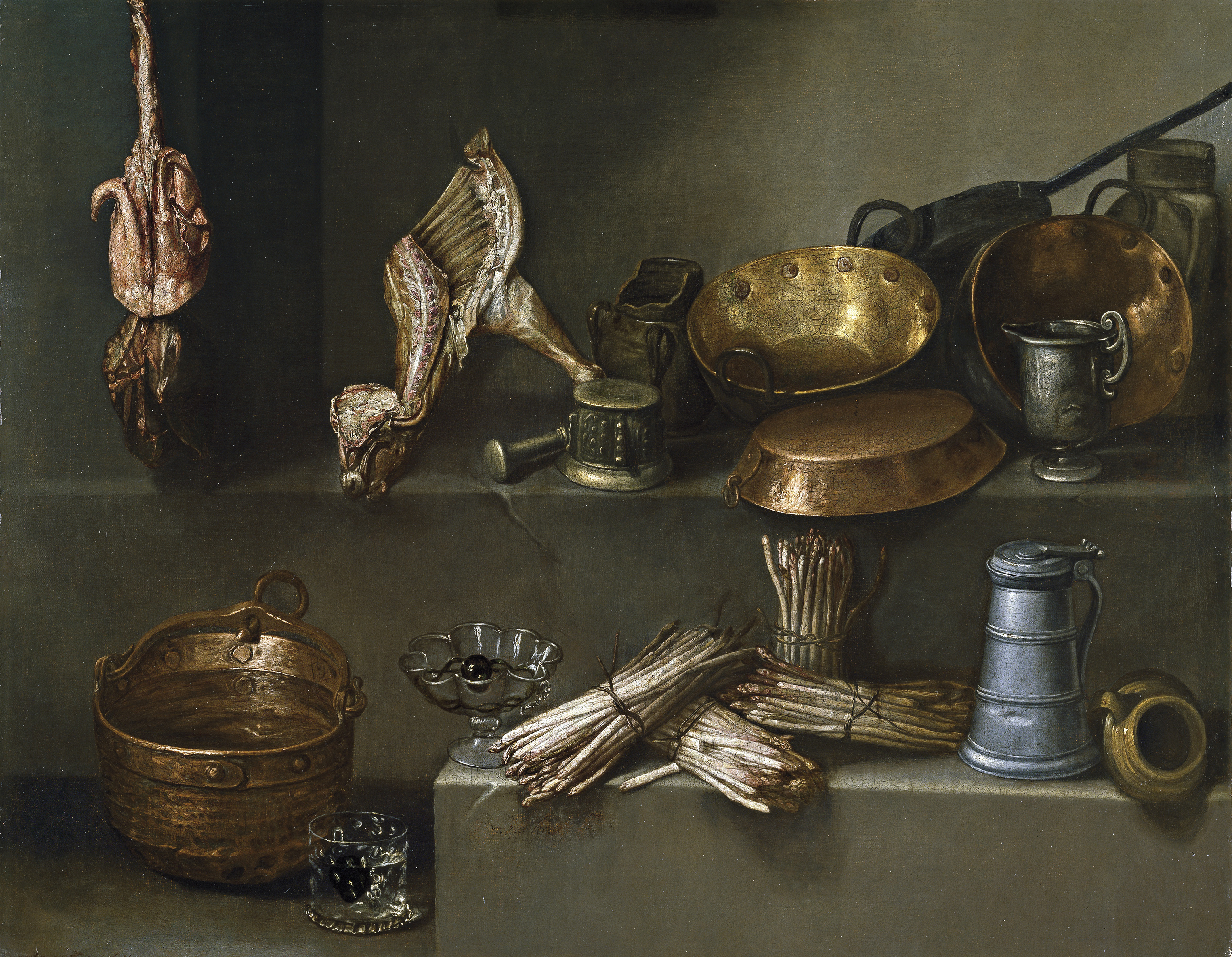
Ignacio Arias, Martwa natura z garnkami i szparagami (po 1650).
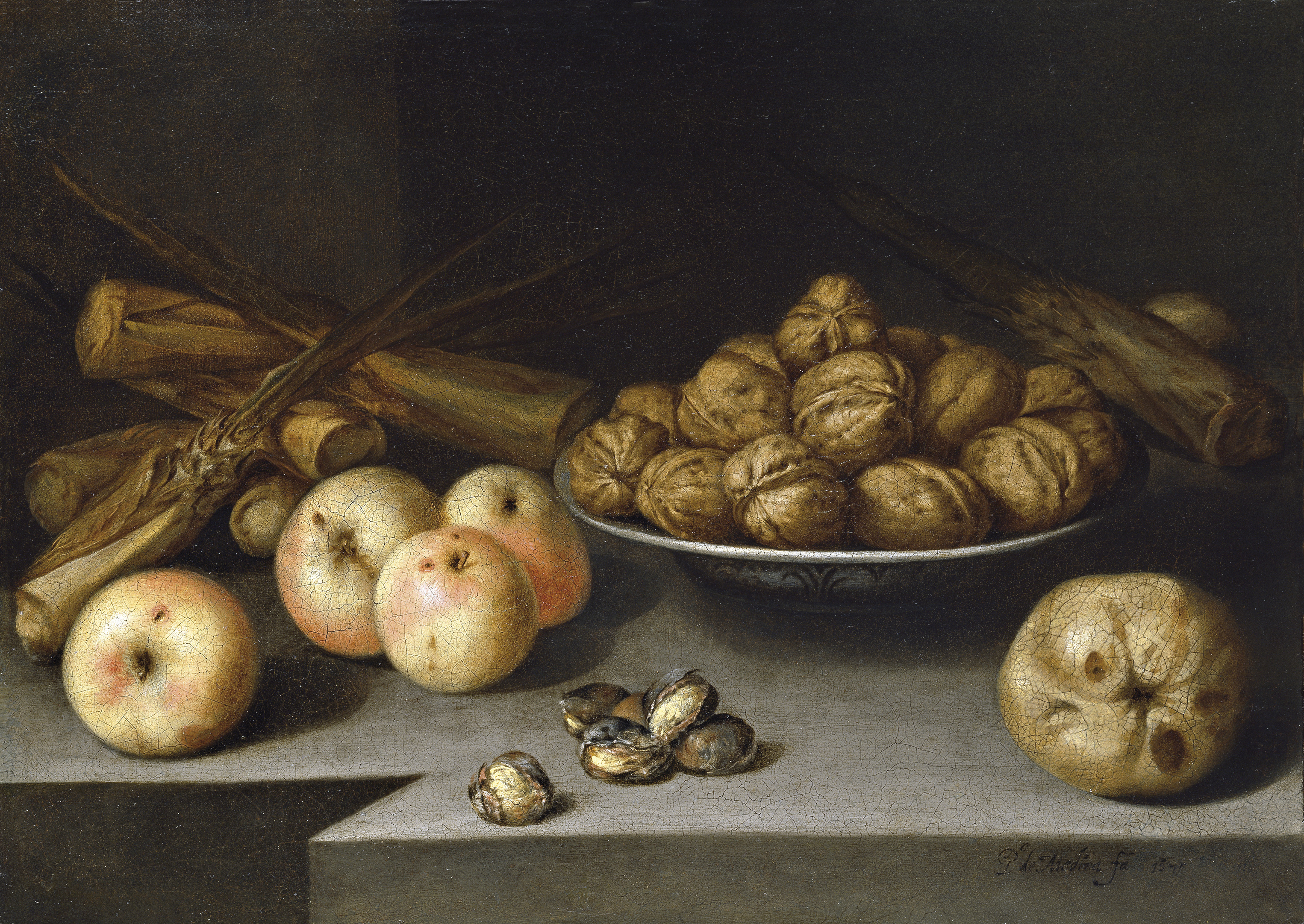
Pedro de Medina, Martwa natura z jabłkami, orzechami i trzciną cukrową (1645),.